# Henry Breckinridge
Henry Skillman Breckinridge (ur. 25 maja 1886 w Chicago, zm. 2 maja 1960 w Nowym Jorku) – amerykański oficer, szermierz, prawnik i polityk, brązowy medalista olimpijski.
Na igrzyskach olimpijskich w Antwerpii w 1920 roku reprezentacja USA w składzie: Henry Breckinridge, Francis Honeycutt, Arthur Lyon, Harold Rayner i Robert Sears zdobyła brązowy medal we florecie drużynowym. W turnieju indywidualnym odpadł w pierwszej rundzie. Startował też w szpadzie, zajmując szóste miejsce drużynowo, a indywidualnie docierając do półfinałów. Na rozgrywanych cztery lata później igrzyskach olimpijskich w Paryżu został zgłoszony do startu w szpadzie drużynowej, jednak ostatecznie nie wystąpił. Brał też udział w igrzyskach olimpijskich w Amsterdamie w 1928 roku, gdzie był piąty we florecie drużynowym i szpadzie drużynowej.
Studiował na Uniwersytecie Princeton, a następnie ukończył prawo na Harvard Law School. Otworzył praktykę w Nowym Jorku, prowadził między innymi sprawę porwania syna Charlesa Lindbergha. W 1913 prezydent Woodrow Wilson mianował go Asystentem Sekretarza Wojny, którą to funkcję sprawował do 1916 roku. Następnie wstąpił do United States Army i jako członek Amerykańskiego Korpusu Ekspedycyjnego brał udział w I wojnie światowej. Dowodził batalionem, armię opuścił w stopniu podpułkownika. W 1934 startował w wyborach do Senatu Stanów Zjednoczonych jako reprezentant Stanu Nowy Jork, jednak został pokonany.